# Alexander Sinclair
Alexander Sinclair, född 28 juni 1911, död 2 oktober 2002, var en kanadensisk ishockeyspelare.
Sinclair blev olympisk silvermedaljör i ishockey vid vinterspelen 1936 i Garmisch-Partenkirchen.